# 尾旋
尾旋也称为螺旋，是固定翼航空器在飞行迎角超过临界迎角后做连续、自动的旋转运动的非正常飞行状态，即在失速的状态下，一面做向下的小半径螺旋运动，一面在机身三个轴向（滚转、俯仰和偏航）做自旋运动的飞行状态。其特点是高迎角（20°~70°）、低空速和大下沉速度。
由于这个飞行状态具有很高的下降率，且会对机体结构造成极大压力和破坏，所以在低空条件下如不及时改出是十分危险的。

## 原理
基本原理是由于两侧机翼出现不协调的失速，飞机会围绕失速严重的一侧机翼方向旋转。

## 进入和改出
进入螺旋：油门收小到维持低速平飞，保持高度，拉杆抬机头增加迎角，当即将达到失速速度时，加深拉杆同时踩某一方向的满舵，机头立即向此方向坠落同时机身向这个方向滚转，维持拉杆和踩舵的控制，飞机开始进入稳定的螺旋。此时空速接近于零，下降率极高。
改出螺旋：在转弯协调仪上可以读出飞机旋转的方向，开始改出首先收光油门，操纵杆处于中立位置使副翼没有偏转，在飞机旋转的反方向踩满舵直到飞机停止螺旋，此时空速会迅速增加，保持低头姿态到螺旋停止时，方向舵回到中立姿态，逐渐拉起机头当空速恢复设计机动速度范围后，推油门返回正常姿态。当停止螺旋时不能立刻增加油门，否则会加速向下俯冲的速度，使飞机更快迫近地面。